# Ain't No Sunshine
Ain't No Sunshine (укр. Сонце не сяє) — пісня Біла Візерса, випущена 1971 року. Вона ввійшла до його альбому Just As I Am, продюсером якого був Букер Т. Джонс. Дональд «Дак» Данн (англ. Donald "Duck" Dunn) грав на бас-гітарі, Ел Джексон Молодший (англ. Al Jackson, Jr.) — на барабанах, а Стівен Стіллз — на гітарі. Аранжування зробив Букер Т. Джонс, а записав у Мемфісі інженер Террі Маннінґом (англ. Terry Manning). Пісня написана у натуральному мінорі.
У вересні 1971 року пісня була випущена як сингл. Вона стала хітом Візерса, посівши шосте місце у U.S. R&B чарті та третє місце у чарті Billboard Hot 100. Billboard розмістив її на 23 місці за 1971 рік. Пісня також увійшла до альбому саундтреків для When We Were Kings (1997), документального фільму про бій Мухаммеда Алі та Джорджа Формана.

## Історія
На створення пісні Біла Візерса надихнув перегляд фільму Days of Wine and Roses (1962).
Третій стовпчик пісні містить фразу «I know» (укр. Я знаю) 26 разів. Візерс планував дописати слова, але інші музиканти переконали його залишити як є.
Візерс виконав цю пісню на The Old Grey Whistle Test..
«Ain't No Sunshine» посідає 285-е місце у списку 500 найкращих пісень усіх часів за версією журналу Rolling Stone. 1972 року пісня отримала Греммі як найкраща R&B пісня.

## Інші версії пісні
1971 року співак Майкл Джексон записав кавер версію пісні для свого дебютного альбому Got to Be There (випущений на початку 1972 року). У Великій Британії пісня була випущена як третій (і останній) сингл альбому (після «Got to Be There» та «Rockin' Robin», кавер на пісню Боббі Дея 1958 року), а пісня «I Wanna Be Where You Are», яка була випущена як третій сингл у США, була на стороні Б. Пісня стала хітом, протримавшись у UK Singles Chart на восьмому місці три тижні у вересні 1972 року.
У листопаді 1991 року, австралійська поп група Rockmelons (з вокалістом Денні Гайнсом (англ. Deni Hines)) випустила версію як головний сингл свого другого студійного альбому Form 1 Planet (1992). Пісня посіла п'яте місце і стала «золотою» в Австралії.
2013 року хеві-метал група Black Label Society записала кавер на пісню до свого альбому Unblackened, назвавши твір «Ain't No Sunshine When She's Gone». Ця версія була випущена як сингл і посіла 42-е місце у канадському рок чарті.